# Paul Arconati-Visconti
Paul Marie Remy Arconati-Visconti (Milaan, 25 oktober 1754 - Brussel, 20 april 1821) was een Italiaans en Zuid-Nederlands edelman. In de Franse tijd was hij korte tijd maire (burgemeester) van Brussel.

## Levensloop
Paul Arconati was een zoon van Galeazzo Arconati-Visconti, markies van Busto, behorende tot de Milanese adel. Deze trouwde met de Zuid-Nederlandse Henriette Scokaert. Ze was een dochter van Alexander Scockaert, heer van Gaasbeek, en van Jeanne Volckaert. Dit had tot gevolg dat Galeazzo Arconati zich met plezier in de Zuidelijke Nederlanden inburgerde.
De jonge Paul Arconati werd als twintigjarige opgenomen als luitenant in het regiment van Wolfenbüttel en werd in 1776 ook kamerheer bij keizerin Maria Theresia. Na zeven jaar, nadat hij onder meer aanzienlijk geërfd had van zijn tante Brigitte Scockaert, nam hij ontslag uit het leger en wenste geen enkele verplichting meer aan te gaan.
Wel leefde hij mee met de opeenvolgende fasen van de Brabantse Omwenteling en van de Franse republiek, het Consulaat en het Keizerrijk.
Onder het Directoire werd hij verkozen tot gemeenteraadslid van Brussel en werd er door de raad tot voorzitter verkozen. Hij vervulde dit mandaat van 4 mei 1797 tot de raad, na de staatsgreep van september, op 24 september 1797 werd afgezet. Onder het Consulaat werd hij op 26 april 1800 aangesteld als burgemeester van de stad, maar hij nam op 22 juli daaropvolgend al ontslag, omdat zijn talrijke plannen op heel wat weerstand botsten.
Hij vervulde vervolgens nog een bescheiden openbare rol als lid van de algemene raad van het Dijledepartement (1801-1811) en als gemeenteraadslid van Brussel (1805-1814). Hij werd vooral groot bewonderaar van Bonaparte. In 1806 bouwde hij ter zijner eer een triomfboog in het park van het kasteel van Gaasbeek, dat hij in 1796 van zijn ouders had geërfd.
In 1816 behoorde Arconati tot de eerste groep die onder het Verenigd Koninkrijk der Nederlanden in de herstelde erfelijke adel werd erkend en dit met de titel van markies van Busto, overdraagbaar bij eerstgeboorte. Van overdracht kwam niets in huis, want Arconati bleef vrijgezel.
Als woonsten maakte hij gebruik van zijn Brussels hotel op het Koningsplein en van het kasteel van Gaasbeek. Een van de 'nationale goederen' die hij aankocht, was het Broodhuis op de Grote Markt. Hij herstelde het en verhuurde het aan handelaars, terwijl hij de bovenverdieping in gebruik gaf aan de Kamer van retorica 'De Wijngaard'.
Hij reisde ook veel, onder meer naar Ierland, Duitsland, Zweden, Lapland (tot aan de Noordkaap) en naar Italië, Frankrijk en Engeland.
Naarmate de jaren vorderden werd Arconati steeds excentrieker. Enkele voorbeelden:
- Na een bezoek aan Turkije in 1810, nam hij de gewoonte aan om zijn gasten te ontvangen in Ottomaanse adellijke klederdracht.
- Toen een wet voortaan het aanspannen van zes paarden voor een koets als een privilegie decreteerde die alleen koning Willem I der Nederlanden zich mocht toe-eigenen, spande Arconati voortaan voor zijn koets vijf paarden en een muilezel.
- Hij trok zich meer en meer terug in een paar vertrekken van het kasteel, dat hij voor het overige verwaarloosde. Hij wijdde er zich aan meditatie en af en toe, om zich op de dood voor te bereiden, ging hij in een open doodskist liggen.

Van hem zijn een paar geschriften bekend:
- een plan voor wereldvrede,
- verzamelingen van medische en culinaire recepten.

Na zijn dood werden zijn eigendommen geërfd door zijn neef, de links-radicale senator Giuseppe Arconati-Visconti (1797-1873) en zijn echtgenote Constanza Trotti. De volgende eigenaar was Gianmartino Arconati-Visconti (1839-1876) die trouwde met de mecenas Marie Peyrat (1840-1923).
Deze laatste schonk in 1922 het kasteel van Gaasbeek met zijn inboedel aan de Belgische staat.

## Verslag over zijn bestuur van de stad
Geschrokken en verbitterd vanwege de tegenstand die hij als burgemeester had ondervonden, stuurde hij een omstandig vertoogschrift over wat hij had gedaan of had willen doen, naar de hogere overheid. De titel luidde:
- Compte de gestion de Paul Arconati-Visconti en sa qualité de Maire de la Ville de Bruxelles, Chef-lieu du Département de la Dyle du 19 floréal au 3 thermidor de l'an VIII de la République française. Rendu au Préfet du Département de la Dyle, en conformité de l'article XV du §3 de la Loi du 28 Pluviôse an VIII.